# Eurema laeta
Eurema laeta är en fjärilsart som först beskrevs av Jean Baptiste Boisduval 1836.  Eurema laeta ingår i släktet Eurema och familjen vitfjärilar. Inga underarter finns listade i Catalogue of Life.

## Bildgalleri

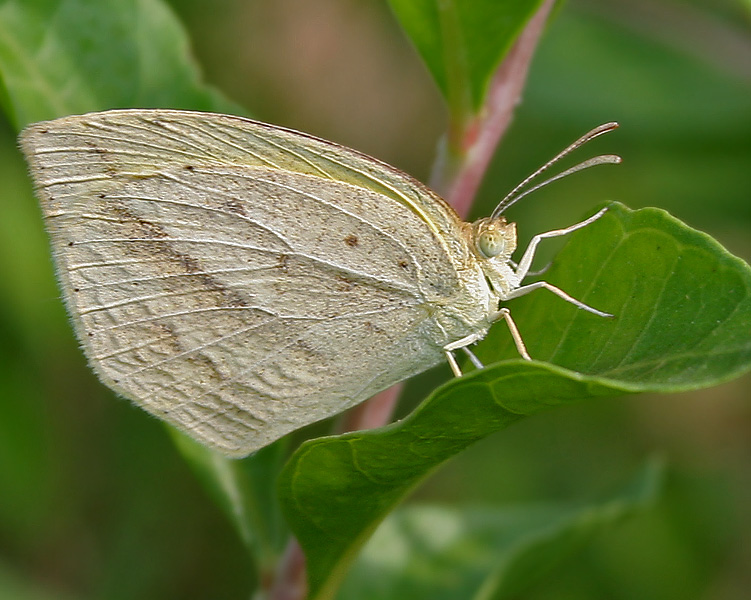
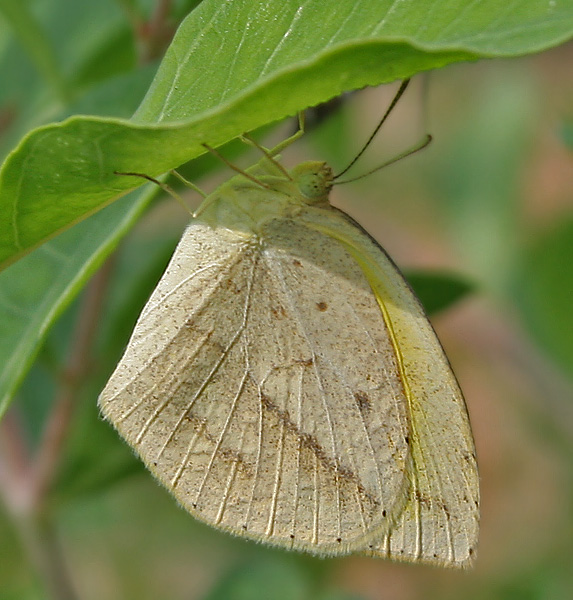
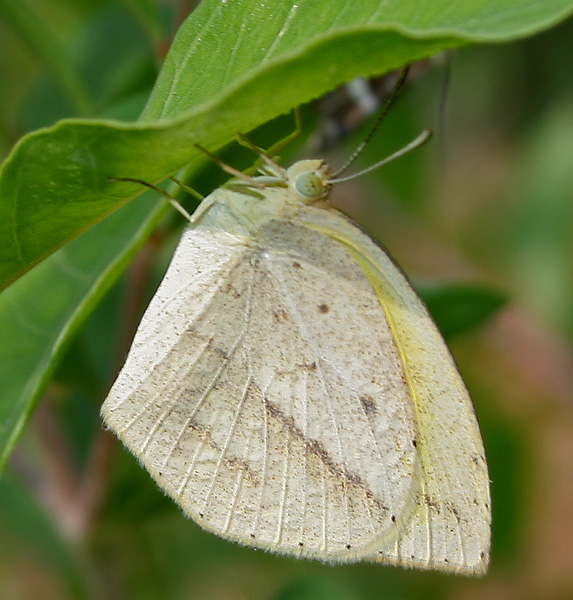
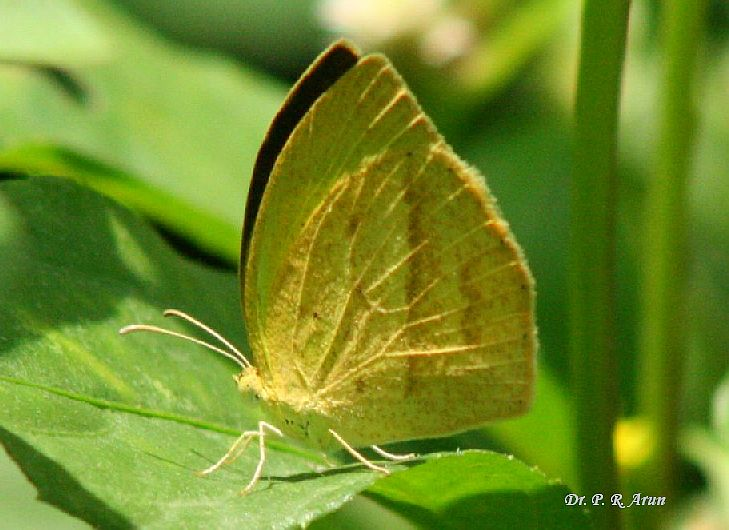
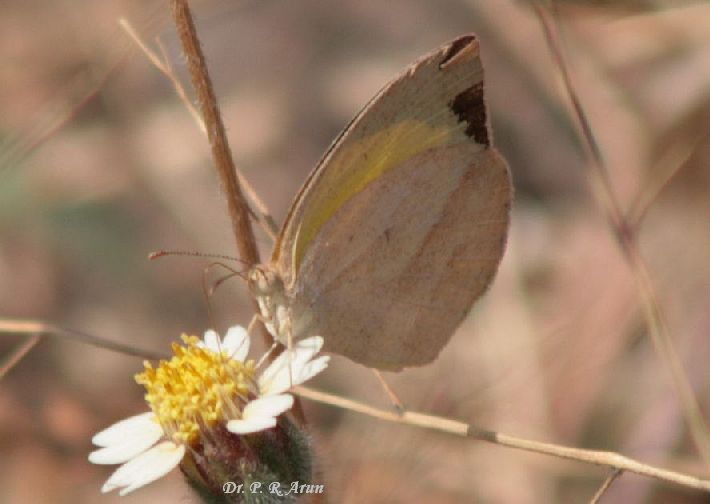
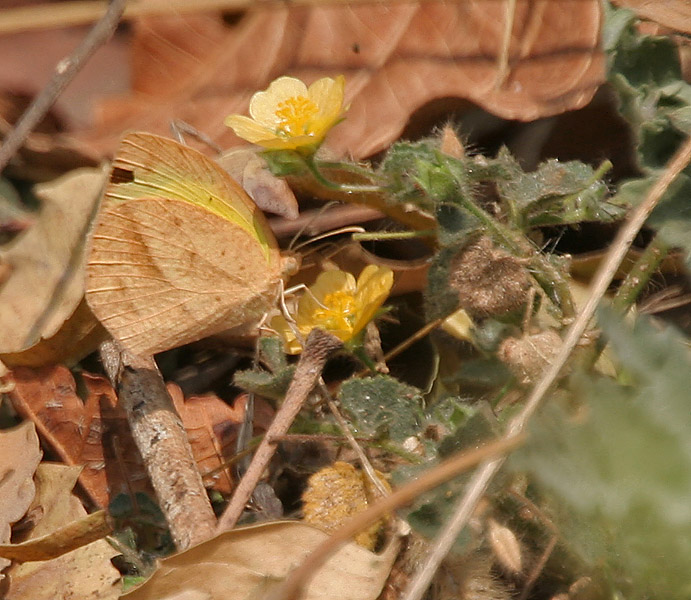